# Eupithecia basichlora
Eupithecia basichlora là một loài bướm đêm trong họ Geometridae.